# Hilde Spier
Hilde Spier, geborene Wolff, (geboren am 18. Juni 1901 in Köln; gestorben vermutlich im September 1942 im Konzentrationslager Auschwitz) war eine promovierte deutsche Germanistin und Journalistin. Nach dem Inkrafttreten der Nürnberger Rassegesetze sah sich Hilde Spier mit ihrer Familie gezwungen, Deutschland zu verlassen und nach Brüssel zu emigrieren. Nach dem Einmarsch der Wehrmacht nach Belgien musste die Familie weiter nach Frankreich fliehen, wo sie in „Ausländerlagern“ zwangsinterniert wurden. Im September 1942 wurde sie nach Auschwitz deportiert und ermordet.
Im Jahr 2001 veröffentlichte die Publizistin Olga Tarcali die Kindheitserinnerungen von Hilde Spiers Tochter, Marianne Spier-Donati, in dem Buch Rückkehr nach Erfurt. Erinnerungen an eine zerstörte Jugend.

## Leben
Hilde Wolff wurde am 18. Juni 1901 als Tochter von Bernhard und Selma Wolff in Köln geboren. Ihr Vater Bernhard Wolff war als Facharzt für Innere Medizin und Nervenkrankheiten in Köln niedergelassen. Als Hilde Wolff dreieinhalb Jahre war, starb ihre Mutter im Alter von 26 Jahren. Der Vater heiratete einige Zeit später Ella Benjamin. Im Mai 1908 wurde Hildes Halbbruder Ernst geboren.
Nach dem Abschluss der Schule begann Hilde Wolff ein Studium der Sprach- und Literaturwissenschaften an der Universität Köln. Im Jahr 1923 promovierte sie hier mit dem Thema Die Darstellung des Kindes in der deutschen Dichtung des ausgehenden 18. Jahrhunderts. Nach dem Studium arbeitete sie zunächst als Journalistin für verschiedene Kölner Zeitungen. In der Folgezeit spezialisierte sie sich auf Rezensionen von Theaterstücken und leitete anschließend als verantwortliche Redakteurin die Zeitung Mode und Kultur.
Im Jahr 1921 lernte sie den jüdischen Kaufmannssohn Carl Ludwig Spier kennen. Bernhard Wolff war strikt gegen die Verbindung und das Paar musste sieben Jahre auf die väterliche Heiratsgenehmigung warten.

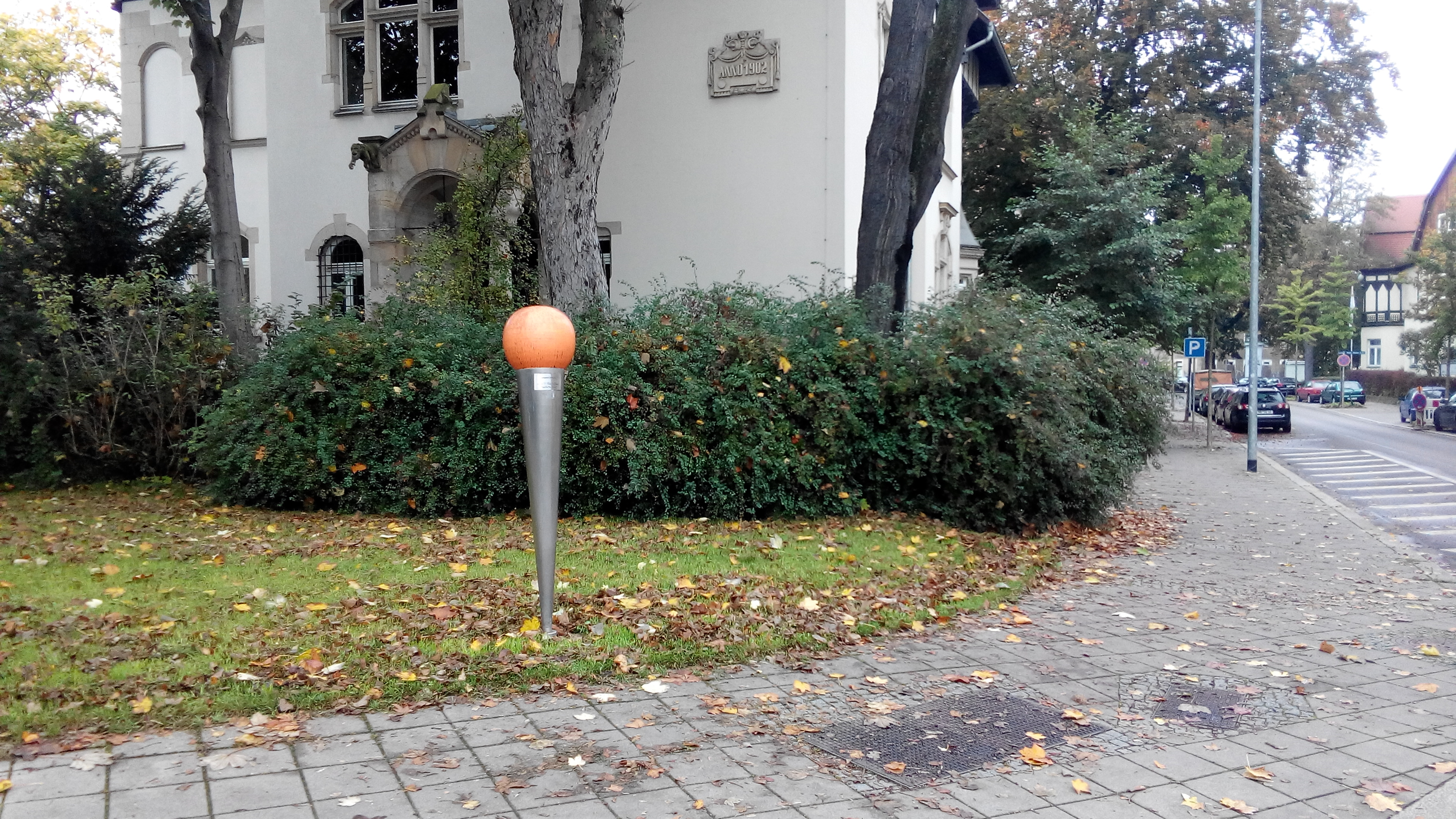
DenkNadel für Hilde und Carl Spier in Erfurt am ehemaligen Wohnsitz der Familie Friedrichstraße 1

Nach der Hochzeit gab Hilde Spier ihre journalistische Tätigkeit in Köln auf und folgte ihrem Mann, der 1926 die Leitung der Schuhfabrik Eduard Lingel übernommen hatte, nach Erfurt. Hier wurden 1930 bzw. 1932 die gemeinsamen Kinder Marianne und Rolf geboren.
Nach der Machtübernahme der Nationalsozialisten waren die jüdischen Mitbürger zahlreichen Repressalien und Demütigungen ausgesetzt. Nach dem Inkrafttreten der Nürnberger Gesetze entschloss sich die Familie Spier am 19. November 1935 zur Emigration nach Brüssel, wo bereits der Hildes Halbbruder Ernst Spier wohnte. Kurze Zeit später verließen auch Bernhard und Ella Wolff Köln und flüchteten zu den Kindern nach Brüssel.
Am 11. Mai 1940, einen Tag nach dem Einmarsch der Wehrmacht nach Belgien, wurde Carl Spier verhaftet und im Brüsseler Gefängnis St. Gilles inhaftiert. Die Familie flüchtete aus Belgien weiter nach Frankreich. Auf der Flucht starb Hildes Vater Bernhard Wolff in Lille.
Hilde Spier folgte mit ihren Kindern ihrem Ehemann, der in das Internierungslager Saint-Cyprien verschleppt wurde, nach Südfrankreich. Sie und ihre Kinder zunächst kamen in das Internierungslager Gurs. Im Juli 1940 wurden sie ebenfalls in Saint-Cyprien interniert. Nachdem Carl Spier in verschiedenen Lagern in Südfrankreich inhaftiert war, kam er 1942 frei und lebte kurze Zeit mit seiner Familie in Cap-d’Ail an der Côte d’Azur.
Hier wurden sie Mitte August 1942 während einer Razzia von der Polizei des Vichy-Regimes verhaftet, aus Frankreich ausgewiesen und zunächst in das Sammellager für ausländische Juden nach Nizza verschleppt. Hier trennten sie sich nach einem Ratschlag eines Polizeibeamten von ihren Kindern. Hilde Spier gelang es, aus dem Deportationszug eine Postkarte an ihre Kölner Verwandte Ilse Klein zu senden, die mit dem italienischen Juristen Piero Sacerdoti verheiratet war. Ein Verwandter von Piero Sacerdoti, der Diplomat Angelo Donati brachte die Kinder zunächst in Nizza in Sicherheit. Die letzten zwei Kriegsjahre versteckte Donati die beiden jüdischen Kinder bei einem seiner Angestellten in dem italienischen Bergdorf Creppo in den Ligurischen Alpen und adoptierte die Kinder nach dem Krieg.
Hilde und Carl Spier wurden nach der Ausweisung vom Sammellager Nizza am 31. August 1942 nach Drancy verschleppt, von wo sie am 2. September 1942 mit dem Transport 27 nach Auschwitz deportiert worden. Da in Auschwitz Hilde Spier nicht registriert wurde, ist anzunehmen, dass sie direkt nach der Ankunft in Auschwitz am 6. September 1942 ermordet wurde. Carl Spier musste im Lager über zwei Jahre Zwangsarbeit leisten und kam Anfang Februar 1945 nach der Räumung des Konzentrationslagers Auschwitz auf dem Todesmarsch zum KZ Buchenwald um.
Hilde Spiers Halbbruder Ernst wurde fünf Tage nach seiner Schwester mit dem Transport 29 von Drancy nach Auschwitz deportiert und dort ermordet.

## Gedenken

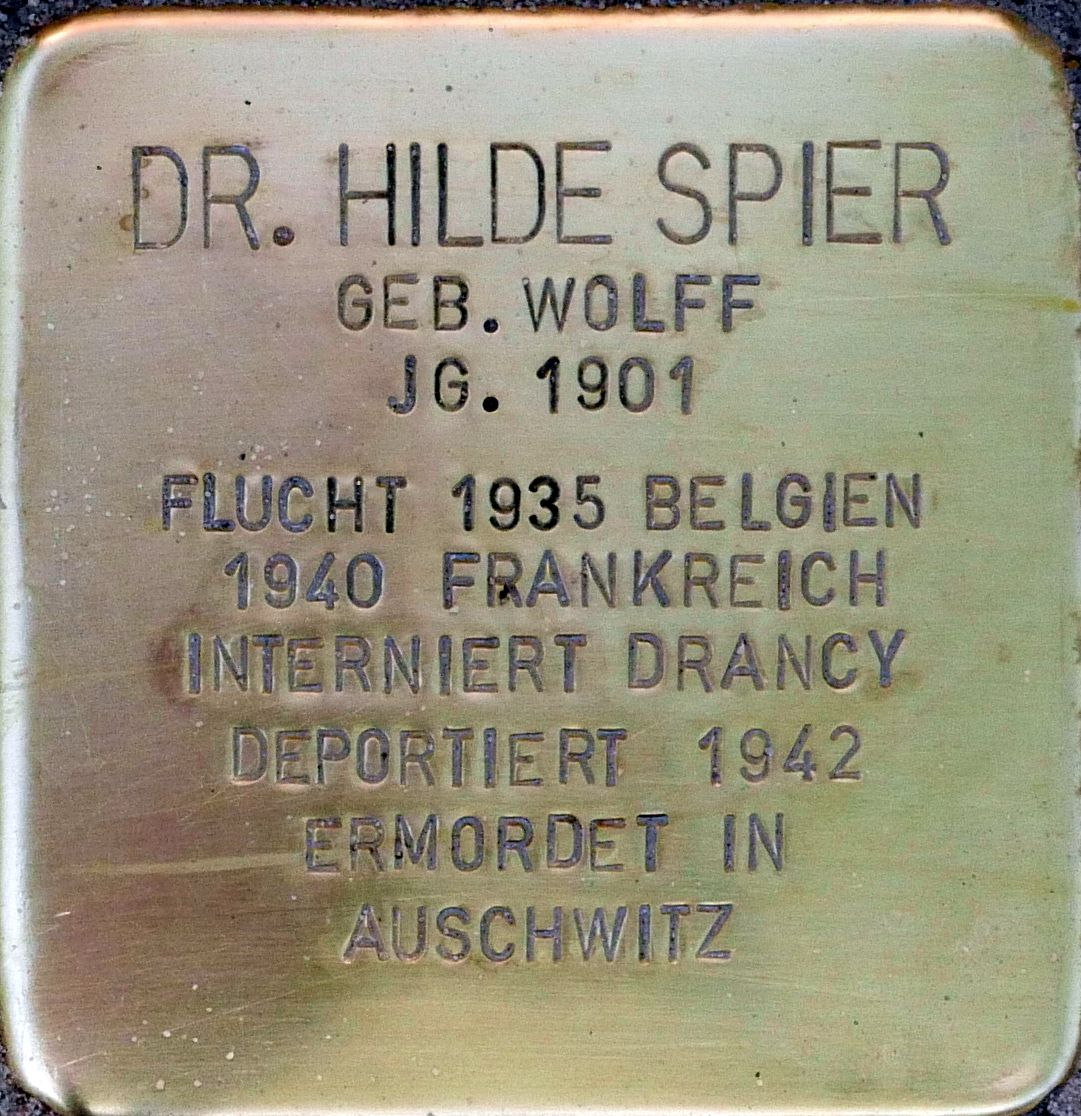
Stolperstein für Hilde Spier, in Lindenthal, Gleueler Straße 163 (verlegt am 18. April 2018).

Im Jahr 1999 lud der Oberbürgermeister der Stadt Erfurt, Manfred Ruge, die Kinder von Hilde und Carl Spier, Marianne und Rolf Spier-Donati ein, den Wohnort ihrer Eltern zu besuchen. Im Jahr 2001 veröffentlichte die Publizistin Olga Tarcali die Eindrücke von diesem Besuch sowie die Kindheitserinnerungen von, Hilde Spiers Tochter Marianne in dem Buch Rückkehr nach Erfurt. Erinnerungen an eine zerstörte Jugend, für das Serge Klarsfeld das Vorwort verfasst hat und das in drei Sprachen übersetzt wurde.
Am 9. November 2009 wurde in Erfurt die erste Denknadel in Erinnerung an Hilde und Carl Spier errichtet.
Im Jahr 2014 wurde im Altbestand der Staats- und Universitätsbibliothek Hamburg ein Buch mit persönlichen Erinnerungen von Carl Spier entdeckt und nach einer aufwendigen Recherche an die Kinder Marianne und Rolf Spier-Donati übergeben.
Am 18. April 2018 verlegte der Kölner Künstler Gunter Demnig im Kölner Stadtteil Lindenthal zwei Stolpersteine als Andenken an das Ehepaar.
Zum Gedächtnis an Carl Spier wurde am 13. Oktober 2022 eine Straße in Erfurt nach ihm benannt.